# Оглядова (зупинний пункт)
Оглядо́ва — пасажирська зупинна залізнична платформа Лиманської дирекції Донецької залізниці.
Розташована у с. Леонідівка, Бахмутський район, Донецької області. Платформа розташована на лінії Ясинувата — Костянтинівка між станціями Фенольна (5 км) та Кривий Торець (5 км).
На залізничній платформі зупиняються лише приміські поїзди.